# Portia Doubleday
Portia Ann Doubleday (født 22. juni 1988) er en amerikansk skuespillerinde. Hun medvirkede blandt andet i 2010-filmen Youth in Revolt som hovedpersonens crush Sheeni Saunders.

## Liv og karriere
Doubleday er født og opvokset i Los Angeles, Californien, som datter af Christina Hart og Frank Doubleday. Hun voksede op i et show business familie: hendes forældre er tidligere professionelle skuespillere, og hendes ældre søster, Kaitlin, er også en skuespiller. Hendes mor arbejder nu i underholdnings-industrien som en forfatter, og producerer også teaterstykker.
Doubleday dukkede første gang op i en reklame for Goldfish crackers i en alder af otte, og havde en lille rolle i filmen Legend of the Mummy (1997) som Young Margaret. Hendes forældre insisterede på, at hun blev færdig med gymnasiet, før hun søgte en karriere inden for skuespil.
Doubleday blev castet i en pilot episode af USA Tara, en tv-serie skabt af Diablo Cody. Doubleday spillede 15-årige Kate, datter af Toni Collette's karakter. Doubleday blev erstattet da seriens 'kreative hold" valgte at gå i en anden retning med karakteren. Hun optrådte i den kortfilmen "18" i 2009, om en pige der beskæftiger sig med slutningen af hendes mors liv.
Doubleday medvirker overfor Michael Cera i teenage komediefilmen Youth in Revolt (2010), baseret på 1993- romanen af samme navn af C.D. Payne. Doubleday beskrev hendes karakter som "virkelig kompleks" til Los Angeles Times. Hun spiller Sheeni Saunders, en fantasifuld pige med et trist liv, der møder Nick Twisp (Michael Cera), mens han er på familieferie. Filmen er instrueret af Miguel og havde premiere i 2009 på Toronto International Film Festival.
Fra januar 2010, studerer Doubleday psykologi på universitetet. Hun beskriver sig selv som en "drengepige" til Los Angeles Times, da Doubleday spillede fodbold i tolv år. Hun har arbejdet på filmen Touchback, baseret på en prisvindende kortfilm, og arbejder nu på en anden kortfilm med skuespilleren Alex Frost, instrueret af Marvin Jarrett (grundlæggeren af Nylon magazine).

## Filmografi
| År   | Titel                             | Rolle           | Noter     |
| ---- | --------------------------------- | --------------- | --------- |
| 1998 | Legend of the Mummy               | Young Margaret  |           |
| 2009 | 18                                | Becky           | Short     |
| 2009 | Youth in Revolt                   | Sheeni Saunders |           |
| 2010 | In Between Days                   | Lindley         | Short     |
| 2010 | Almost Kings                      | Lizzie          |           |
| 2011 | Big Mommas: Like Father, Like Son | Jasmine Lee     |           |
| 2012 | K-11                              | Butterfly       |           |
| 2012 | Howard Cantour                    | TBA             | Short     |
| 2013 | Carrie                            | Chris Hargensen |           |
| 2013 | Her                               | Isabella        |           |
| 2015 | After the Ball                    | Kate / Nate     | Main role |

| År   | Titeæ        | Rolle       | Noter       |
| ---- | ------------ | ----------- | ----------- |
| 2011 | Mr. Sunshine | Heather     | 13 episodes |
| 2015 | Mr. Robot    | Angela Moss | Main role   |